# Phosphoramidit-Synthese

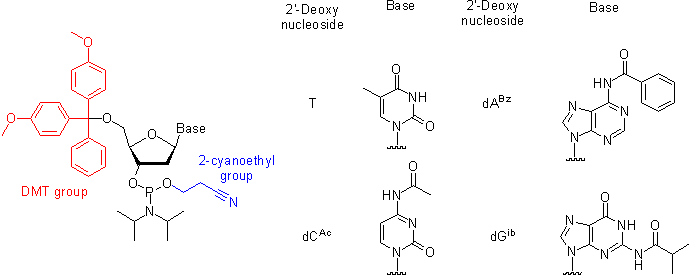
2′-Desoxynucleosidphosphoramidite mit Schutzgruppen.

Die Phosphoramidit-Synthese ist eine Methode der Biochemie zur Herstellung von RNA- oder DNA-Sequenzen aus Nukleosid-Phosphoramiditen. Sie ist eine Methode zur künstlichen DNA-Synthese, die Produkte gehören zur synthetischen DNA.

## Prinzip
Phosphoramidite werden als Nukleotidanaloga zur Synthese von Oligonukleotiden verwendet. Zur Vermeidung von Nebenreaktionen an anderen reaktiven nucleophilen Gruppen (z. B. Hydroxy- oder Aminogruppen) werden diese mit Schutzgruppen versehen. Zwei nucleophile Gruppen (meist zwei Hydroxygruppen) werden nicht geschützt, sondern zur Erzeugung des Phosphoramidits verwendet. Per Phosphoramidit-Synthese können Nukleinsäuren, Nukleinsäure-Analoga, LNA, Morpholino, Nukleotide mit Modifikationen an der 2′-Position (z. B. Methoxy-geschützte Amine, Fluoride), Nukleotide mit nicht natürlichen Nukleinbasen (z. B. Hypoxanthin, Xanthin), trizyklische Nukleinbasen wie die G-clamp, selektiv reaktive Gruppen oder fluoreszente Nukleinbasederivate erzeugt werden.

### Herstellung der Phosphoramidite

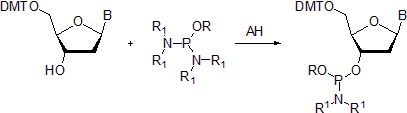
Phosphordiamidit-Methode. DMT = 4,4′-Dimethoxytrityl, B = optional geschützte Nukleinbase, R = Schutzgruppe des Phosphats.

Phosphoramidite werden über drei Methoden erzeugt. Meist wird die freie Hydroxygruppe mit Phosphorodiamidit in Anwesenheit einer schwachen Säure aktiviert. Da manche Bisamidite nicht thermostabil sind, wird meistens 2-Cyanoethyl-N,N,N′,N′-tetraisopropylphosphorodiamidit verwendet, welches in zwei Arbeitsschritten und einer Vakuumdestillation hergestellt werden kann.

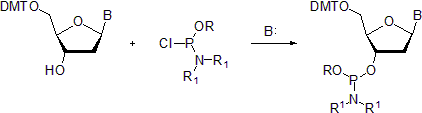
Phosphorchloridit-Methode.

Phosphoramidite mit Schutzgruppen können auch mit Phosphorchloridit in Anwesenheit einer organischen Base erzeugt werden, meist N,N-Diisopropylethylamin (Hünigsche Base).

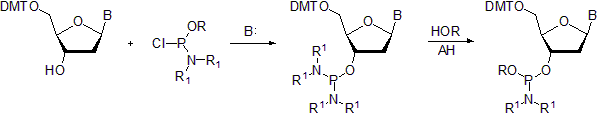
Chlor-Tetraisopropylphosphoramidit-Methode.

Als dritte Methode werden die geschützten Nukleinbasen zuerst mit Chlor-N,N,N′,N′-tetraisopropylphosphordiamidit in Anwesenheit einer organischen Base wie die Hunigsche Base behandelt, um ein geschütztes Nukleosid-Phosphordiamidit zu erhalten. Anschließend erfolgt die Zugabe eines der Phosphitschutzgruppe entsprechenden Alkohols (z. B. 2-Cyanoethanol) und einer schwachen Säure.
Die erzeugten Nucleosid-Phosphoramidite werden durch Kieselgel-Säulenchromatographie gereinigt. Zur Erhaltung der Stabilität der Phosphoramidite wird zwischen drei und fünf Prozent Triethylamin im Puffer verwendet. Die Reinheit kann unter anderem durch 31P NMR-Spektroskopie ermittelt werden. Das Chiralitätszentrum am P(III)-Atom weist zwei Maxima bei etwa 149 ppm auf, entsprechend den beiden Diastereomeren. Unerwünschte Phosphit-Triester besitzen eine Verschiebung von 138 bis 140 ppm und H-Phosphonate besitzen zwei Maxima bei 8 und 10 ppm.

### Eigenschaften der Phosphoramidite

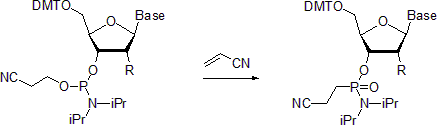
Michaelis-Arbusov-Reaktion.

Nucleosid-Phosphoramidite sind in wasser- und sauerstofffreier Pulverform bei 4 °C und in basischen Lösungen einigermaßen stabil. Sie zerfallen jedoch unter sauren Bedingungen. Die Halbwertszeit von 2-Cyanoethyl-5′-O-(4,4′-Dimethoxytrityl)Thymidin-3′-O-(N,N-diisopropylamino)phosphit in 95 % wässrigem Acetonitril bei 25 °C liegt bei 200 h.

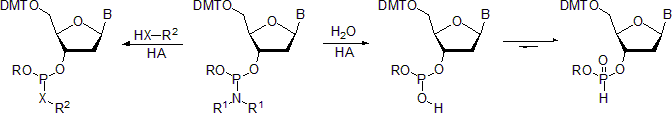
Reaktion mit Nukleophilen. X = O, S, NH.

Die wichtigste Eigenschaft der Phosphoramidite ist die bereitwillige und schnelle Reaktion mit Nukleophilen in Anwesenheit von Azol-Katalysatoren, wie 1H-Tetrazol, 2-Ethylthiotetrazol, 2-Benzylthiotetrazol, 4,5-Dicyanoimidazol, oder ähnlichen Stoffen. Die Kopplung der Phosphoramidite führt zu einer Epimerisierung am Chiralitätszentrum. Wenn Wasser als Nukleophil verwendet wird, ist das Produkt ein H-Phosphonatdiester, weshalb eine Reaktion mit Wasser eine häufige unerwünschte Nebenreaktion bei der Synthese von Oligonukleotiden darstellt.

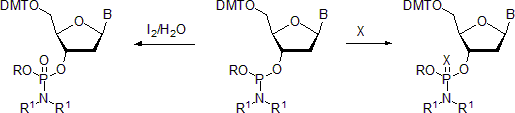
Oxidation. X = S, Se.

Phosphoramidite werden leicht zu Phosphoramidaten oxidiert, z. B. mit wässrigem Iod in Anwesenheit schwacher Basen oder mit Wasserstoffperoxid. Weiterhin reagieren Phosphoramidite mit Chalkogenen. Bei Kontakt mit Schwefel-haltigen Stoffen werden Phosphorthioamidate gebildet. Die Reaktion mit Selen führt zu Phosphorselenoamidaten. Hierbei wird die Konfiguration erhalten.
Nucleosid-Phosphoramidite werden durch die Michaelis-Arbusow-Reaktion in Phosphonamidate umgewandelt. Die Reaktion ist bei Raumtemperatur stereoselektiv unter Erhalt der Konfiguration. Bei 55 °C erfolgt die Racemisierung.
Ähnlich wie bei Phosphinen und tertiären Phosphiten kann eine Staudinger-Reaktion erfolgen.
(RO)2P-N(R1)2 + R2-N3 + H2O → (RO)2P(=O)-N(R1)2 + R2-NH2 + N2

### Schutzgruppen
Die natürlich vorkommenden Nukleotide (Nucleosid-3′- oder Nucleosid-5′-Phosphate) und ihre Phosphodiester-Analoga sind zu wenig reaktiv für eine hohe Ausbeute. Durch 3′-O-(N,N-diisopropyl phosphoramidite)-Derivate wird die Bindungsbildung bei der Phosphit-Triester-Methode deutlich beschleunigt. Zur Vermeidung unerwünschter Nebenreaktionen werden alle nicht zur Kopplung benötigten reaktiven Gruppen mit Schutzgruppen versehen. Nach Fertigstellung der DNA-Sequenz werden die Schutzgruppen entfernt. Phosphoramidite sind oftmals an der 5′-Hydroxygruppe mit 4,4′-Dimethoxytrityl geschützt. Thymin und Uracil besitzen keine freien Aminogruppen und benötigen daher keine Schutzgruppen. Dagegen werden Adenin, Cytosin und Guanin an der Aminogruppe geschützt, da diese sonst reaktiv ist. Obwohl diese Nukleinbasen auch ungeschützt eingesetzt werden können, werden meistens Basen-labile Schutzgruppen verwendet und bis zum letzten Zyklus beibehalten.
Zwei verschiedene Schutzgruppentypen werden bei der Phosphoramidit-Synthese verwendet. Der erste Typ umfasst Benzoyl-Schutzgruppen am N4-Atom der Cytosine und am N6-Atom der Adenine (A, dA, C, dC). Guanine (G und dG) werden mit einer Isobutyrylgruppe geschützt. Cytosine können auch durch eine Acetylgruppe geschützt werden. Der zweite Schutzgruppentyp umfasst Isobutyrylgruppen an Adeninen (A und dA) oder Phenoxyacetylgruppen (PAC). Cytosine tragen eine Acetylgruppe und Guanine werden mit 4-Isopropylphenoxyacetylgruppen (i-Pr-PAC) oder Dimethylformamidinogruppen (dmf) geschützt. Schutzgruppen des zweiten Typs lassen sich schneller abspalten, sind im Allgemeinen aber weniger stabil in Lösungen.
Die Phosphitgruppe wird durch eine basenlabile 2-Cyanoethylgruppe geschützt. Nach der Bindung des Phosphoramidits an das wachsende Oligonukleotid und der Konversion des Phosphitanteils zum P(V) ist die Anwesenheit der Phosphatschutzgruppe nicht notwendig für weitere Kopplungsschritte.

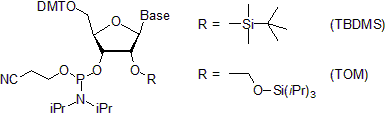
Phosphoramidite für die RNA-Synthese. 2′-O-geschützte Ribonucleosidphosphoramidite.

Bei der RNA-Synthese werden die 2′-Hydroxygruppen mit t-Butyldimethylsilylgruppen (TBDMS) oder mit Tri-iso-propylsilyloxymethylgruppen (TOM) geschützt. Beide Schutzgruppen sind mit Fluoriden entfernbar.
Der Phosphitanteil trägt auch eine Diisopropylaminogruppe (iPr2N), die unter sauren Bedingungen reaktiv ist. Nach der Aktivierung ist die Diisopropylaminogruppe eine Abgangsgruppe bei der Bindung an das wachsende Oligonukleotid.
Meistens wird das Reaktionsprodukt nach der Synthese gereinigt, z. B. per Fällung oder per Hochleistungsflüssigkeitschromatographie. Durch Verwendung eines polymerisierbaren Moleküls (mit Methacrylsäure-Gruppe) im letzten Kopplungsschritt der Phosphoramiditsynthese können nach einer anschließenden Polymerisation die korrekt synthetisierten Oligonukleotide von den fehlerhaften und acetylierten Kopplungsprodukten abgetrennt werden.

## Festphasensynthese
Nukleinsäuren können durch Festphasensynthese mittels Phosphoramiditen dargestellt werden. Als Trägermaterial kann CPG (controlled pore glass) verwendet werden. Die Nukleinsäure wird mithilfe eines Kupplungsreagenz an die Oberfläche der Festphase kondensiert. Die Kupplung der Nukleinsäuren erfolgt durch Umsetzung der ankondensierten Nukleinsäure mit einem Phosphoramidit-Derivat der anderen Nukleinsäure. Um die Abtrennung von nicht umgesetzten Nukleinsäuren zu erleichtern, wird die freie Alkoholgruppe der Festphase acetyliert. Dieser Vorgang wird als Capping bezeichnet. Nachfolgend wird der Phosphor oxidiert. Die Nukleinsäure kann entweder aufgereinigt oder in einem weiteren Cyclus weiter umgesetzt werden.

### Synthesezyklus
Die Phosphoramidit-Methode, auch bekannt als Festphasensynthese, ist heutzutage die Standardmethode für die Synthese von Oligonukleotiden. Die Synthese erfolgt vom 3' Ende der Sequenz zum 5' Ende und für jede Basenaddition muss ein kompletter Synthesezyklus abgeschlossen werden, bis die erwünschte Anzahl an Nukleosiden hinzugefügt ist. Im Folgenden wird jeder Zyklusschritt im Detail erläutert.

#### Deblocking (Detritylierung)

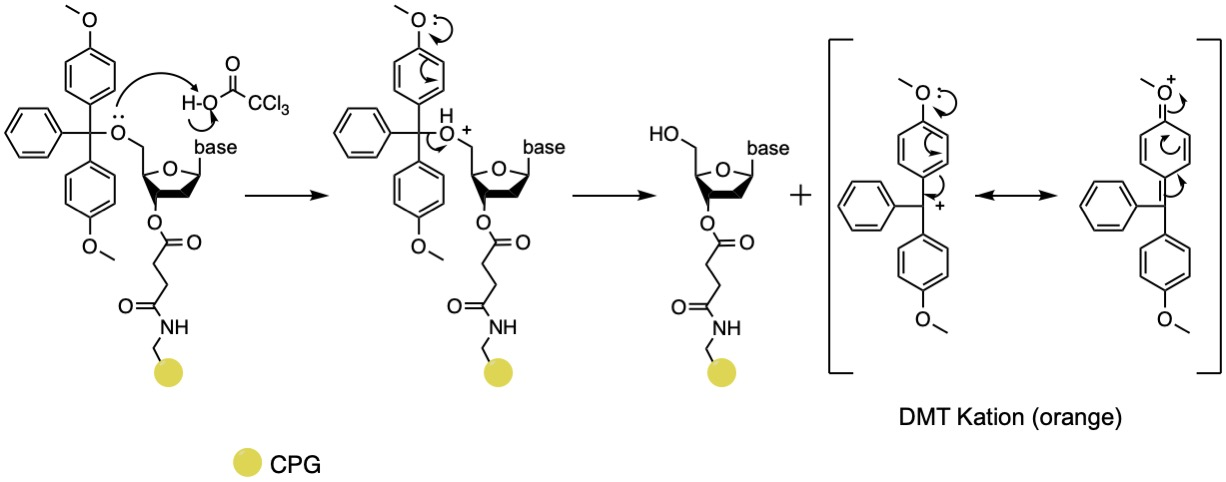
Mechanismus der Detritylierung zur Entfernung der 5'DMT-Schutzgruppe

Nukleoside, welche an die CPG gebunden sind, weisen, wie oben beschrieben, eine Schutzgruppe an der 5' Position auf. Diese Schutzgruppe muss zu Beginn der Synthese entfernt werden um eine freie Hydroxylgruppe zu erzeugen, welche im Anschluss an die nächste Base kuppeln kann. In einem Detritylierungsschritt wird der Sauerstoff an der 5' Position mit Trichloressigsäure (3 %) in Dichlormethan protoniert und es entsteht somit eine gute Abgangsgruppe. 4,4′-Dimethoxytrityl (DMT) spaltet sich vom Zucker und hinterlässt nun eine freie Hydroxylgruppe an der 5' Position. Das freie DMT-Kation weist verschiedene mesomere Grenzstrukturen und erzeugt eine charakteristisch orange Farbe, welche in der Synthese als Effizienzindikator genutzt wird. Im Allgemeinen besitzen die Oligonukleotidsynthesizer einen Tritylmonitor, welcher die Absorption um 498 nm misst und dementsprechend Angaben zur Effizienz widerspiegelt.

#### Aktivierung und Kupplung

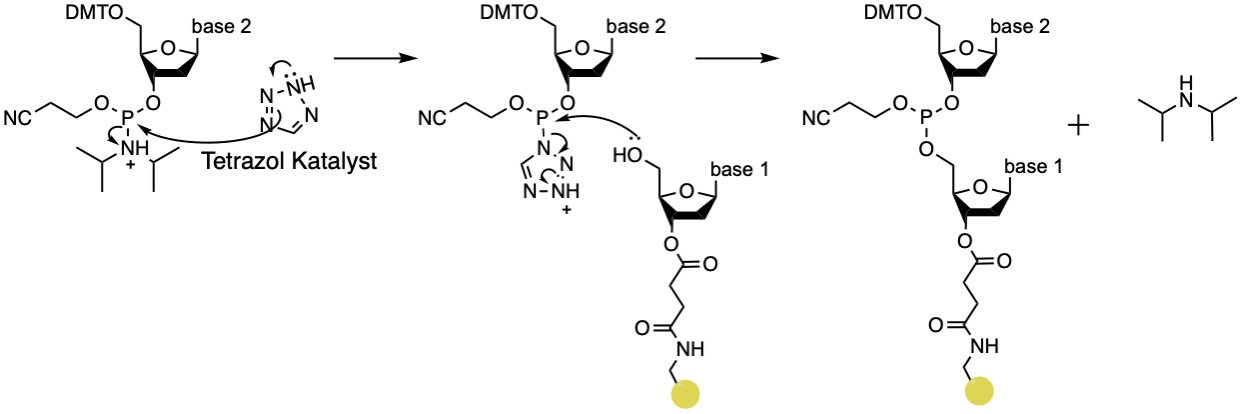
Aktivierungs- und Kupplungsmechanismus in der Festphasensynthese

Zunächst muss der nächste Phosphoramidit aktiviert werden um im Weiteren mit der freien Hydroxylgruppe der ersten Base zu reagieren. Für diesen Schritt wird ein azider Aktivator genutzt, im Allgemeinen ein Tetrazol Katalyst in Acetonitril, um die Diisopropylaminogruppe zu protonieren und im Weiteren als gute Abgangsgruppe zu fungieren. Diese wird durch den Tetrazol Aktivator ersetzt und des Weiteren von der nucleophilen 5' Hydroxylgruppe substituiert.

#### Capping

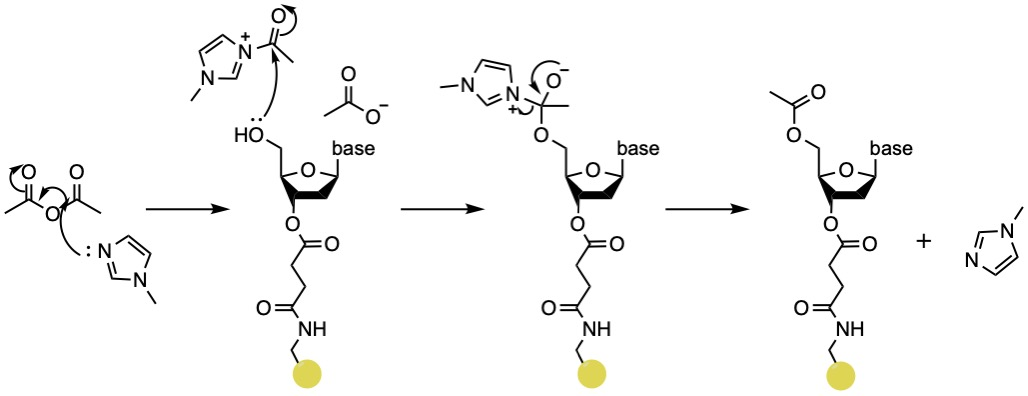
Capping der freien Hydroxylgruppen

Wie bei vielen Reaktionen ist keine quantitative Ausbeute zu erwarten und nicht alle freien Hydroxylgruppen können an einen weiteren Phosphoramidit binden. Um jedoch zu verhindern, dass diese nicht umgesetzten Hydroxylgruppen in der nächsten Basenkupplung reagieren und falsche Sequenzen mit „Deletionen“ kreieren, wird ein Capping-Schritt im Zyklus eingefügt. Für diesen Vorgang werden zwei Reagenzien, Essigsäureanhydrid und N-Methylimidazol, in Tetrahydrofuran und Pyridine gemischt und auf die Säule gegeben. Diese electrophile Mischung induziert eine rasche Acetylierung der Hydroxylgruppen, welche nun nicht mehr verfügbar sind für die nucleophile Substitution.

#### Oxidation

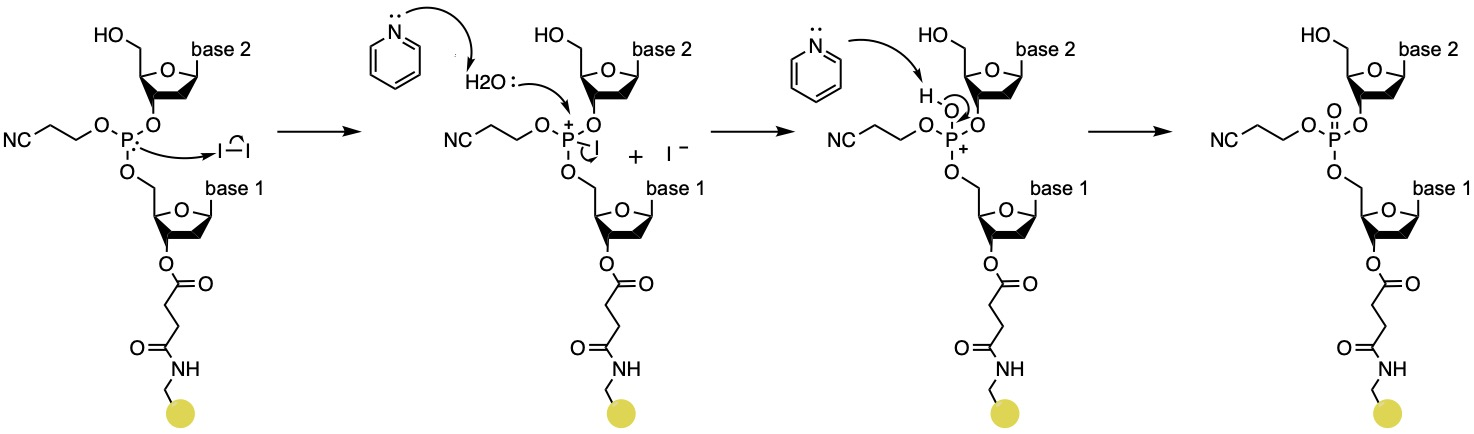
Phosphoramidit Oxidation

Nach der Kupplung der Base 2 an die CPG-gebundene Base 1, finden sich unstabile und reaktive Phosphit-Triester (P(III)) auf der Säule. Diese werden in einem Oxidationsschritt in stabilere Phosphat-Triester (P(V)) umgewandelt, bevor der Zyklus erneut mit einer Detritylierung der 5' DMT-Schutzgruppe beginnt. Hierzu wird eine Iod-Lösung in Wasser und Pyridin genutzt.

#### Entschützung und Abspaltung

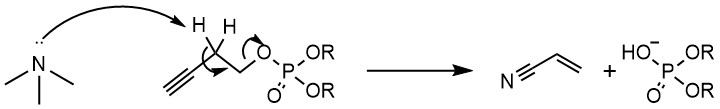
Mechanismus der 2-Cyanoethyl-Schutzgruppen Abspaltung und Formation von Acrylonitril als Nebenprodukt

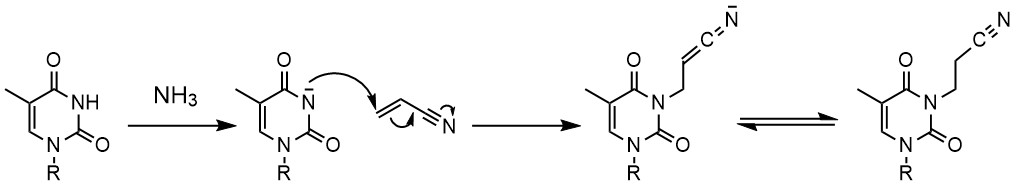
Michael-Addition als unerwünschte Nebenreaktion mit Thymine

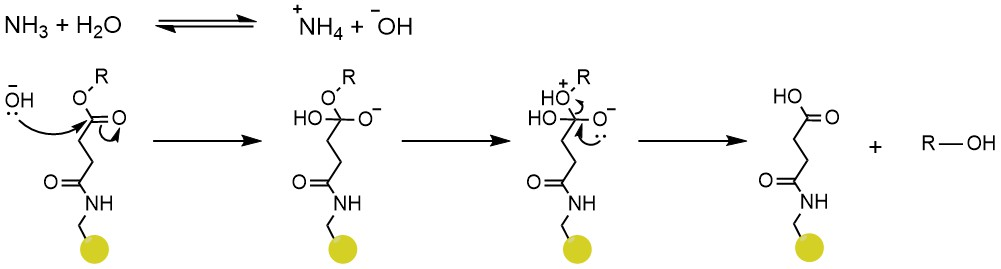
Abspaltung der Oligonukleotidsequenz von der Festphase

Nach Beendigung der Synthese und Kupplung von der gewünschten Anzahl an Nucleosiden zu der Sequenz, müssen nun die 2-Cyanoethylgruppen von den Phosphaten abgespalten sowie die Sequenzen von der Festphase abgetrennt werden. Beide Prozeduren können durch die Behandlung der Säule mit Ammoniakwasser erreicht werden. Hierbei ist zu beachten, dass bei der Abspaltung der Schutzgruppen durch eine β-Elimination ein unerwünschtes Nebenprodukt entsteht, Acrylonitril. Dieses Produkt fungiert als Michael-Akzeptor und kann unter starken basischen Bedingungen mit beispielsweise Thymine reagieren, wobei unerwünschte Cyanoethyladdukte entstehen. Um diese Nebenreaktion zu vermeiden, bietet es sich an die Säule vorerst mit einer schwachen Base in organischem Lösungsmittel (z. B. 10 % Diethylamin in Acetonitrile) zu waschen, sodass die 2-Cyanoethyl-Schutzgruppen abgespalten werden und diese anschließend mit organischem Lösungsmittel weggespült werden. Nun können die Oligonukleotidsequenzen bedenkenlos von der Festphase mithilfe von Ammoniakwasser abgetrennt werden. Diese chemische Reaktion nennt sich Esterhydrolyse. Es ist üblich, erst die Säule mit Ammoniakwasser zu behandeln und im Anschluss die resultierende Lösung leicht zu erhitzen (55 °C, 4 h).